# Rockwell Collins
Rockwell Collins era una società multinazionale con sede a Cedar Rapids, Iowa, che forniva servizi e sistemi di avionica e tecnologia dell'informazione ad agenzie governative e produttori di aeromobili. La società è stata acquisita da United Technologies Corporation il 27 novembre 2018 e ora opera come parte di Collins Aerospace.